# Chamarande (camp école)
Pour les articles homonymes, voir Chamarande (homonymie).
Le camp école du domaine de Chamarande à Chamarande dans l'Essonne, fut le centre de formation des Scouts de France durant une trentaine d'années de 1921 à 1951 et ce lieu a marqué l'ensemble du scoutisme en France.

## Histoire
À la suite du camp de Lacroix-Saint-Ouen du 30 juillet au 6 août 1921 réunissant les chefs des trois grandes associations de scoutisme français de l'époque (EDF, EUF et SDF), les chefs des Scouts de France (sous l'impulsion du père Sevin) comprennent l'importance de la formation et décident de se mettre à la recherche de leur propre centre de formation comme les scouts anglais à Gilwell.
Les Scouts de France cherchent un lieu central en France, proche de Paris. Grâce aux relations du chanoine Antoine-Louis Cornette (aumônier général), le docteur Laurent Amodru, propriétaire du château de Chamarande et de son parc de 92 hectares, autorise les Scouts de France à utiliser son domaine pour le premier camp national d'août 1922,,,. Ils occuperont de 20 à 30 hectares suivant les périodes. Le dernier camp s'y tient en 1951,.
Jacques Sevin, rentré de Gilwell Park avec son diplôme de Deputy Camp Chief (DCC) lui permettant d'encadrer des camp-écoles de chefs éclaireurs, tient le premier camp-école SDF de Chamarande à Pâques 1923 au cour duquel Paul Coze sera le premier scout breveté,. Pierre Joubert y est stagiaire en 1927.
Ce n'est que le premier d'une longue lignée : formations pour chefs éclaireurs, cheftaines et chefs louveteaux, commissaires et aumôniers se succèdent jusqu'à la guerre.
Lors que les Guides et scouts d'Europe créent leur camp de formation en 1970, ils choisissent de se situer dans l'héritage de ce camp de Chamarande.

## Chamarande dans la culture
Le père Sevin a écrit les paroles de plusieurs chants liés au camp et à son imaginaire.
Les camps de BAFD proposés par les SGDF, continuent à s'appeler le CHAM.
En juillet 2020, le château de Chamarande accueille une exposition sur les origines du scoutisme à Chamarande.
Certains artistes invités par le Département de l'Essonne et en résidence à Chamarande réalisent parfois des œuvres dont l'inspiration évoque des activités scoutes.